# Gioia josephinae
Gioia josephinae là một loài bọ cánh cứng trong họ Chrysomelidae. Loài này được Savini P miêu tả khoa học năm 1994.